# Мэ Нак Пхра Кханонг
Мэ Нак Пхра Кханонг (тайск. แม่นากพระโขนง, «Леди Нак из Пхра Кханонг»), или просто Мэ Нак (тайск. แม่นาก, «Lady Nak») или Нанг Нак (тайск. นางนาก, «Miss Nak») — известное и популярное тайское привидение. В тайском фольклоре существует на основе истории, произошедшей в раннем XIX веке.

## Легенда
Известна легенда о некой погибшей девушке, дух которой некоторое время продолжал жить с мужем, вернувшемся живым с войны. О том, что жены и ребёнка давно нет в живых, муж догадался не сразу. Привидению Мэ Нак (Леди Нак) поклоняются в Таиланде, поскольку история символизирует силу супружеской верности.

## В культуре
О Леди Нак сняты десятки фильмов ужасов, несколько мультфильмов и сериалов< (первый фильм про Леди Нак снят в 1936 году; в 2024 году снят телесериал). Иногда они в юмористическом ключе, иногда в духе «Соляриса» Тарковского, где астронавт Крис в космосе встречает воскресшую жену Хари.

## Храм
До «храма привидения» Ват Махабут, расположенном в районе Суанлуанг, можно доплыть по каналу Пхра Кханонг на традиционной тайской лодке от рынка Пхра Кханонг станции Phra Khanong надземного метро BTS.

## Альтернативные версии
Существует версия, что слух об этом духе распускали родственники и наследники земли, где стоял дом Леди Нак, чтобы отпугнуть новую жену, которая могла занять место покойницы.